# Uilac, Harghita
Uilac, mai demult Uileac (în maghiară Újlak, în germană Kaltenbrunnen) este un sat în comuna Săcel din județul Harghita, Transilvania, România.

## Arheologie
În Repertoriul Arheologic Național apar următoarele situri arheologice locale:
- Cod RAN 85500.01 Posibilă așezare dacică de la Uilac - "Uilacul Săcelului". 1,2 km de sat, pe partea dreaptă a pârâului Uilac, locuire civilă, perioada La Tène
- Cod RAN 85500.03 Așezarea preistorică de la Uilac - "Șesul Roții", locuire civilă, perioada La Tène
- Cod 85500.02 Așezarea dacică de la Uilac - "Șesul Țiglelor", locuire civilă, perioada La Tène